# Verlag Antaios
Der Verlag Antaios (bis November 2012: Edition Antaios) ist ein seit 2000 vom neurechten Publizisten und Politaktivisten Götz Kubitschek geleiteter deutscher Buchverlag mit Sitz auf dem ehemaligen Rittergut Schnellroda in der Gemeinde Steigra im südlichen Saalekreis. Wissenschaftler ordnen den der antidemokratischen „Konservativen Revolution“ verschriebenen Kleinverlag einem Netzwerk der Neuen Rechten zu; er wird in Fachkreisen als „Hausverlag“ der neurechten Denkfabrik Institut für Staatspolitik (IfS) bezeichnet. Überdies bietet der Verlag Bücher anderer politisch rechter oder rechtsextremer Verlage an. Seit 2021 wurde der Verlag vom Bundesamt für Verfassungsschutz als Verdachtsfall für Rechtsextremismus beobachtet, seit 2024 stuft das Bundesamt für Verfassungsschutz den Verlag als „gesichert rechtsextrem ein“.

## Organisation
Der Verlag Antaios mit Sitz in Steigra, Ortsteil Schnellroda, wird seit dem 5. Juli 2014 im Handelsregister beim Amtsgericht Stendal unter der Handelsregister-Nummer HRA 4730 geführt. Inhaber ist der eingetragene Kaufmann (e.K.) Götz Kubitschek.
Die Titel des Verlages sind im Verzeichnis Lieferbarer Bücher (VLB) gelistet.

## Geschichte
Der Verlag wurde 2000 als Edition Antaios gegründet und steht seitdem unter der Leitung von Götz Kubitschek. Im November 2012 wurde der Name in Verlag Antaios geändert. Er war ursprünglich im hessischen Bad Vilbel und später in der sächsischen Landeshauptstadt Dresden ansässig; seit 2003 sitzt der Kleinverlag auf dem ehemaligen Rittergut Schnellroda in Steigra, Sachsen-Anhalt, wo auch das Institut für Staatspolitik seinen Sitz hat.
Zum Gründerkreis gehörte u. a. Karlheinz Weißmann, einer der Hauptvertreter der Neuen Rechten in Deutschland und 2003 Mitbegründer der Zeitschrift Sezession. Der Historiker Helmut Kellershohn vom Duisburger Institut für Sprach- und Sozialforschung (DISS) hält es für einen weiteren „‚Paukenschlag‘ jungkonservativer Intellektueller aus den Reihen der Deutschen Gildenschaft“.
Bezüglich der Namensgebung konstatiert Kellershohn eine Reminiszenz auf Hans Freyers Schrift Antäus sowie eine Anknüpfung an Ernst Jünger, den Kubitschek verehre. Für den Religionswissenschaftler Horst Junginger steht der Verlag in der Tradition der „Konservativen Revolution“ und Jüngers Zeitschrift Antaios, die von 1959 bis 1971 erschien. Namensgeber ist der in Nordafrika lebende Riese Antaios aus der griechischen Mythologie, der Einheimische und Fremde jagte und seine Stärke von seiner Mutter Gaia (der Erde) erhielt. Er wurde schließlich von Herakles besiegt, indem dieser ihn in die Luft hob und erwürgte.
Der Ökonom Arne Schimmer, NPD-Kader und Mitarbeiter der Parteizeitung Deutsche Stimme, war von 2003 bis 2004 Lektor bei der Edition Antaios. Das Vertragsverhältnis endete, so Kubitschek, nachdem Schimmer 2004 für die NPD Sachsen als Mitarbeiter in den Sächsischen Landtag wechselte. Mathias Brodkorb vom Informationsportal Endstation Rechts zeigte später auf, dass der Verlag durch „Rezensionen und diskursive[] Artikel“ in der rechtsextremen, NPD-nahen Zeitschrift Hier & Jetzt unter dem Chefredakteur Schimmer in der Szene präsent sei. Der Extremismusforscher Uwe Backes resümierte 2012 auch in Anbetracht der Positionierung gegenüber Andreas Molau (Deutsche Stimme), dass Kubitschek mit dem Verlag eine „elitäre Distanz“ zur NPD pflege.
2007 wurde eine Große Anfrage der Abgeordneten Ulla Jelpke, Petra Pau und Sevim Dağdelen und der Linksfraktion im Deutschen Bundestag zur Extremen Rechten in Deutschland durch die Bundesregierung dahingehend beantwortet, dass die Edition Antaios zu dieser Zeit kein Beobachtungsobjekt des Verfassungsschutzes sei, was jedoch nicht ausschließe, dass sie „sich selbst als Teil einer – nach anderen Kriterien definierten – sog. Neuen Rechten“ sieht.
2010 war die Publikation Der Fall Sarrazin – Eine Analyse des Instituts für Staatspolitik auf der Amazon-Bestsellerliste vertreten. Der Fachjournalist Andreas Speit wertete die Veröffentlichung als Versuch, „rechtes Denken zu modernisieren und auch zu popularisieren“. Im Hintergrund stehe ein „Ensemble von rechten Intellektuellen“, zu dem auch das Institut für Staatspolitik gehöre.
In der Vergangenheit stellte der Verlag mehrmals auf der Leipziger Buchmesse aus. Später organisierte Kubitschek gemeinsam mit Felix Menzel eine neurechte Messe namens zwischentag (Eigenschreibweise) in Berlin-Wilmersdorf, zu deren Ausstellern auch sein Verlag gehörte. In einem Interview mit dem Fernsehmagazin Klartext (rbb) sprach er 2012 in diesem Rahmen von einer erhaltungswürdigen „ethnische[n] Kontinuität“ der Deutschen.
Im Februar 2014 entfernte der deutsche Ableger des Internetversandhändlers Amazon.com die zwölf neuesten Bücher des Verlags aus seinem Angebot. Dies und der Verzicht auf die Angabe von Gründen wurde von Lorenz Jäger auf FAZ.net und von Marc Felix Serrao in der Süddeutschen Zeitung kritisiert. Nach den Vorgängen bei Amazon veröffentlichte der Münchner Soziologieprofessor Armin Nassehi einen Briefwechsel mit Kubitschek, in dem er den Versandhändler kritisierte.
Zu Beginn der Frankfurter Buchmesse im Oktober 2018 wurde bekanntgegeben, dass der Verlag an Thomas Veigel – AfD-Mitglied und Inhaber des neu gegründeten Loci-Verlags – veräußert worden wäre. Der Verlag sollte als Imprint weitergeführt werden, die Programmleitung von Kubitscheks Ehefrau Ellen Kositza übernommen werden. Von Beginn an wurden in den Medien begründete Zweifel an der Ernsthaftigkeit dieser Transaktion geäußert. Es wurde zudem darauf hingewiesen, dass Kubitscheks Verlag keinen Stand auf der Buchmesse angemeldet hatte, aber durch die Bekanntgabe des Verkaufs im Mittelpunkt des Medieninteresses gestanden hätte. Nach der Buchmesse wurde von Kubitschek bestätigt, dass die oben genannte Meldung ein Täuschungsmanöver gewesen war.
Nach einem Bericht von Zeit Online vom 15. Juni 2021 bestätigte der Präsident des Bundesamts für Verfassungsschutz Thomas Haldenwang, dass der Verlag Antaios seit längerem beobachtet und als Verdachtsfall geführt wird.

## Ausrichtung
2004 beschrieb der Fachjournalist für Rechtsextremismus Anton Maegerle die Edition Antaios in einem Tribüne-Aufsatz zu Ultrarechten Think Tanks als „Vorfeldorganisation“ der Wochenzeitung Junge Freiheit. Sie werde ferner durch das Institut für Staatspolitik mitfinanziert. Laut den Publizisten Stephan Braun, Alexander Geisler und Martin Gerster (2007) nimmt sich die Edition des Erbes der „Konservativen Revolution“ an und publiziert überwiegend Studien des IfS. Sie bilde mit dem IfS und der Jungen Freiheit ein „arbeitsteilig organisiertes Dreieck“. Der Verlag sei darauf ausgelegt, die „neurechte ideologische Basis“ zu festigen. Auch für die Rechtsextremismusforscher Samuel Salzborn (2015) und Helmut Kellershohn (2016) gibt es zwischen den drei Organisationen eine „operationelle Aufgabenteilung“. Der Antaios Verlag übernimmt in diesem laut Kellershohn die Aufgabe, „Arbeitsergebnisse, die aus der Arbeit des Instituts resultieren oder im Umfeld dieses Netzwerks entstanden sind, zu publizieren.“ Nach Einschätzung von Kellershohn (2016) scheint diese „ursprüngliche Konzeption einer arbeitsteiligen Kooperation zwischen JF, IfS, Verlag […] als Ausgangspunkt und Kern eines jungkonservativen Hegemonieprojekts [jedoch] vorerst gescheitert“. Die Frage des Verhältnisses zur Alternative für Deutschland habe zu „Flügelkämpfen“ innerhalb der „jungkonservative[n] Führungsriege“ geführt, die sich „parallel zum Flügelstreit in der AfD vertieft“ hätten. Kellershohn (2004), Martin Langebach (2015), Armin Pfahl-Traughber (2016) und Volker Weiß (2016) kommen zu dem Schluss, dass es sich bei Antaios um einen „Hausverlag“ des IfS handele.
Bereits 2002 wies der Rechtsextremismusforscher Hajo Funke darauf hin, dass die Neue Rechte ein „ideologisch[es] und organisatorisch[es] Netz“ spinne, zu dem nicht nur die „Publikationsreihe“ Edition Antaios und die bereits genannten Institutionen gehörten, sondern auch u. a. das Studienzentrum Weikersheim und die Burschenschaft Danubia München. Der Politikwissenschaftler Rainer Benthin hielt diese Neue Rechte 2008 im engeren Sinne für „eine intellektuelle oder kulturelle Variante“, die im „rechtsradikalen Bewegungskontext“ verbunden sei, u. a. über zentrale Foren wie das IfS mit der Zeitschrift Sezession und dem Verlag Edition Antaios. 2004 zählte auch der Extremismusforscher Armin Pfahl-Traughber den Verlag zur Neuen Rechten, die er wiederum dem intellektuellen Rechtsextremismus zuordnet. Laut dem Politikwissenschaftler Elmar Vieregge verfolgt das Projekt IfS mit Sezession und Edition Antaios eine „grundlegende[] Veränderung des politischen Klimas in Deutschland nach ‚Rechts‘“. Strategisch ziele man, wie Fabian Virchow vom Forschungsschwerpunkt Rechtsextremismus/Neonazismus ausführte, „unter Rückgriff auf Vertreter der antidemokratischen und menschenrechtsfeindlichen Konservativen Revolution der ersten Jahrzehnte des 20. Jahrhunderts zum einen auf die Umdeutung von Begrifflichkeiten und die Erringung der Deutungshoheit sowie zum anderen auf die Schulung einer neuen rechten Elite, die gesellschaftliche Machtstellungen besetzt.“
Im Zuge der Kampagne „Division Antaios“ (2010) „passte [Kubitschek] das Logo seines Verlages, eine Schlange, stilistisch dem Schildkrötenlogo [von CasaPound] an und unterlegte zudem der Schlange drei nach rechts oben weisende Pfeile, gewissermaßen als Replik auf die drei nach links unten gerichteten Pfeile der antifaschistischen Eisernen Front“, so Kellershohn.
Julian Bruns, Kathrin Glösel und Natascha Strobl, die 2014 einen grundlegenden Band zur Identitären Bewegung verfasst haben, halten das „seriöse Erscheinungsbild“ des Verlages für „brüchig“ und rechnen Antaios zum politisch-publizistischen Umfeld der Identitären.
Mit den Publikationen werden sowohl Rechtsextremisten als auch „Akteure am rechten Rand der AfD“ erreicht, so Funke (2016).
Patrick Keßler weist auf den Zusammenhang zwischen Namensgebung und Gewaltneigung hin (2018): „Die Namensgebung Antaios […], der ein aus der griechischen Mythologie stammender, nahezu unbezähmbarer Riese war, der mit den Schädeln seiner besiegten Gegner den Tempel für seinen Vater verzierte und die Fremden zu einem Ringkampf aufforderte […], deutet an, dass innerhalb der ,Neuen Rechten‘ eine bestimmte Neigung zur Gewalt […] existiert.“
Ab 2021 wurde der Verlag vom Bundesamt für Verfassungsschutz als Verdachtsfall für Rechtsextremismus beobachtet. Die Beobachtung wird dabei mit Verbindungen „zum rechtsnationalen Flügel der AfD und zu anderen Rechtsextremisten, unter anderem zu Björn Höcke, dem thüringischen AfD-Landes- und Fraktionschef“ sowie den Veröffentlichungen von gesichert rechtsextremistischen Autoren wie beispielsweise Mario Müller oder Martin Sellner begründet.
Seit 2024 wird der Verlag als „gesichert rechtsextrem“ eingestuft, wodurch dem Bundesamt für Verfassungsschutz mehr Maßnahmen zur Beobachtung eingeräumt werden.

## Programm
Im Jahre 2009 machte Kellershohn ca. 50 Titel im Verlagsprogramm aus, darunter „Eigenprodukte“ der Verlagsleitung sowie sich in seinem Umfeld bewegender Personen, darunter auch Stammautoren der Jungen Freiheit wie Günter Zehm, Thorsten Hinz und Ernst Nolte. Der Politikwissenschaftler Steffen Kailitz hob hervor, dass die Autorengewinnung des Historikers Nolte im Jahr 2005 dessen inhaltliche Annäherung an die Neue Rechte nachvollziehen lasse. Das Verlagsprogramm wurde um die Reihen Perspektiven (Einführungen zu Personen) und Themen (Begrifflichkeiten) aufgebaut. Thematisch widmete sich der Verlag der Hohmann-Affäre und zeitgenössischen Rechtskonservativen wie Klaus Hornung (Festschrift zum 75. Geburtstag), vor allem aber historischen Persönlichkeiten der „Konservativen Revolution“ wie Oswald Spengler, Ernst Jünger und Friedrich Georg Jünger sowie älteren Vertretern der Neuen Rechten wie Mircea Eliade und den bekennenden „Faschisten“ Armin Mohler (mehrere Werke - die Festschrift zum 80. Geburtstag war die erste Publikation des Verlags). Auch ein Briefwechsel des Rechtsextremisten Hans-Dietrich Sander mit dem „Kronjuristen des Dritten Reiches“ Carl Schmitt wurde verlegt. Nach Hajo Funke sind in dem Verlag „Ernst Jünger und das gesamte antidemokratische Arsenal […] zusammengelegt“. Dort gehe um eine „ethnisch reine“ Republik, die gegen „die Werte von Pluralismus und Menschenrechtsachtung“ gerichtet sei. Antaios veröffentliche „eine ganze Bibliothek von Vertretern der sogenannten Konservativen Revolution, Faschisten und Antisemiten“. Nach Weiß findet sich bei Antaios ein „eher klassisch faschistisches Gedankengut als spezifisch nationalsozialistisches“, wobei „die Übergänge […] fließend“ seien.
Im Jahre 2011 veröffentlichte der Verlag die muslimfeindlichen Texte des Bloggers Fjordman, die ideologische Grundlagen für den norwegischen Rechtsterroristen Anders Behring Breivik waren. In der edition nordost des Verlages erschien 2014 die deutsche Übersetzung des „Schlüsselromans“ von Domenico di Tullio, Strafverteidiger von CasaPound Italia, über ebendiese neofaschistische italienische Bewegung. Der Verlag betreibt laut Volker Weiß überdies sukzessive „Theorieimport aus Frankreich“ und hat im Zuge dessen etwa eine Neuübersetzung des Romans (Das Heerlager der Heiligen) des monarchistischen französischen Schriftstellers Jean Raspail sowie eine „Kampfschrift“ von Renaud Camus, der als „Vordenker“ des rechtsextremen Front National gilt, herausgebracht. Kubitschek sei auf nationalkonservative oder geradezu reaktionäre Autoren spezialisiert, so der Politikwissenschaftler Jan-Werner Müller. Nach dem Erziehungswissenschaftler Micha Brumlik (2016), der dem Herausgeberkreis der Fachzeitschrift Blätter für deutsche und internationale Politik angehört, publiziert Antaios „rechtsextreme Literatur“. Nach dem Politikwissenschaftler Claus Leggewie ist der Verlag auf „neurechte Machwerke und einschlägige Theorieimporte aus Frankreich“ spezialisiert; es würden rechtsradikale Schriften, darunter Bestseller von Raspail und Camus, verlegt. Der Soziologe Armin Nassehi merkte 2016 an, dass die Aufnahme des rechten Publizisten Akif Pirinçci in das Verlagsprogramm, wenn man sich Pirinçcis Tonfall und Argumentation ansehe, „eigentlich […] unter dem Niveau des Verlages“ sei, der „ernst zu nehmende[] Formen der intellektuellen Auseinandersetzung“ in die Publizistik bringen wolle. Da falle Pirinçci „tatsächlich heraus“. Inhaltlich falle er jedoch „tatsächlich nicht heraus“, denn sein neues Buch mit dem Titel „Umvolkung“ passe „eigentlich zu dem Programm dieser rechtsintellektuellen Debatte“. Laut Nassehi ist die Aufnahme Pirinçcis somit „eher […] ein politisches Statement […] als eine Idee ernsthafter Auseinandersetzung“.
Der Verlag Antaios bietet eigene Bücher derzeit (Stand 2015) in insgesamt sechs Reihen an: Reihe kaplaken, Antaios Thema, Staatspolitisches Handbuch, Jenaer Vorlesungen, Antaios Essay und edition nordost. Besondere Relevanz für das „Selbstverständnis“ des IfS hat die seit 2007 erscheinende Buchreihe Kaplaken, in der bereits Werke von Bernard Willms, Karlheinz Weißmann und Götz Kubitschek veröffentlicht wurden. Ferner gilt das Staatspolitische Handbuch, herausgegeben von den IfS-Funktionären Erik Lehnert und Karlheinz Weißmann, als ein Beispiel für „die systematische Erschließung und Vermittlung der Weltanschauung der ‚Konservativen Revolution‘“ (Volker Weiß). Die Herausgeber des Jahrbuchs Extremismus & Demokratie, Uwe Backes, Alexander Gallus und Eckhard Jesse, konstatierten 2010, dass darin versucht werde, Begriffe umzudeuten.

## Autoren / Herausgeber (Auswahl)
Unter den publizierten Autoren sind etliche Beiträger der Zeitschrift Sezession. Dem Historiker Volker Weiß zufolge befinden sich darunter auch „Personen, die früher als harte Neonazis aktiv waren“.
- Alain de Benoist
- Benedikt Kaiser
- Johann Braun
- Renaud Camus (Übersetzung)
- Günther Deschner
- Joachim Fernau postum
- Fjordman (Herausgabe)
- Alexander Gauland
- Siegfried Gerlich
- Reinhard Günzel (Gespräch)
- Hermann Heidegger
- Thorsten Hinz
- Hans Hirzel postum
- Arne Hoffmann
- Gerd-Klaus Kaltenbrunner (Nachdruck)
- Till Kinzel
- Dimitrios Kisoudis
- Manfred Kleine-Hartlage
- Michael Klonovsky
- Hannsjoachim W. Koch (Nachdruck)
- Ellen Kositza
- Maximilian Krah
- Götz Kubitschek
- Alex Kurtagić (Übersetzung)
- Horst Lange (Nachdruck)
- Erik Lehnert
- Theodor Lessing (Nachdruck)
- Michael Ley
- Martin Lichtmesz
- Frank Lisson
- Andreas Lombard
- Werner Maser (Nachdruck)
- Felix Menzel
- Richard Millet (Übersetzung)
- Armin Mohler (Nachdruck)
- Henry de Montherlant postum (Übersetzung)
- Baal Müller
- Mario Müller
- Tilman Nagel
- Robert Neumann (Nachdruck)
- Ernst Nolte
- Laurent Obertone
- Camille Paglia (Übersetzung; nach Eklat auf Druck Paglias makuliert[77])
- Michael Paulwitz
- Akif Pirinçci
- Alexander Pschera
- Bernd Rabehl
- Jean Raspail (Übersetzung)
- Friedrich Reck-Malleczewen (Nachdruck)
- Johannes Rogalla von Bieberstein
- Friedrich Romig
- António de Oliveira Salazar (Nachdruck)
- Hans-Dietrich Sander (Briefwechsel mit Carl Schmitt)
- Stefan Scheil
- Günter Scholdt
- Josef Schüßlburner
- Gerd Schultze-Rhonhof (Gespräch)
- Helmut H. Schulz (Nachdruck)
- Martin Sellner
- Rolf Peter Sieferle postum
- Caroline Sommerfeld-Lethen
- Eberhard Straub
- Andreas Unterberger
- Andreas Vonderach
- Thor von Waldstein
- Albert Wass (Nachdruck)
- Karlheinz Weißmann
- Bernard Willms (Nachdruck)
- Tobias Wimbauer
- Eugen Gottlob Winkler (Nachdruck)
- Claus Wolfschlag
- Günter Zehm

## Kooperationen
Antaios vertreibt über einen Onlineshop neben den selbstverlegten Büchern sowie den Schriften des Instituts für Staatspolitik, der Blauen Narzisse und des Compact-Magazins einzelne Werke u. a. folgender Verlage, die dem politisch rechten bzw. rechtsextremen Spektrum zuzuordnen sind:
- Ares-Verlag, Graz – Tochterunternehmen des Leopold Stocker Verlages
- Edition Junge Freiheit, Berlin
- Karolinger Verlag, Wien
- Jungeuropa Verlag, Dresden
- Manuscriptum, Waltrop
- Regin-Verlag, Kiel
- Renovamen Verlag, Bad Schmiedeberg
- Uwe Berg-Verlag, Toppenstedt („Quellentexte zur Konservativen Revolution“)
- Verlag Bublies, Beltheim